# Gasometer Nürnberg
Der Gasometer Nürnberg war ein Gasbehälter in Nürnberg-Sandreuth und eine bekannte Landmarke.

## Geschichte
Die Gaswerke Nürnberg gingen 1847, zunächst in Privatbesitz, als erstes Gaswerk Bayerns in Betrieb. Der ursprüngliche Standort befand sich zwischen der Fürther Straße und der Rothenburger Straße 10 und verfügte über mehrere kleinere Gasbehälter und einen eigenen Gleisanschluss. 1871 ging der Betrieb in kommunale Hände über und um die Jahrhundertwende stieß man an die Kapazitätsgrenzen. Auch auf Grund von Klagen der Bevölkerung wegen der ständigen Geruchsbelästigung und Problemen mit der Trinkwasserbelastung wurde ein neuer Standort gesucht. Die Auswahl fiel auf das Gelände in Nürnberg Sandreuth, direkt neben dem damaligen Hafen des Ludwig-Donau-Main-Kanales, da dort auch bereits ein Schienenanschluss vorhanden war.
Die Gasproduktion begann dort 1904, zunächst noch mit den alten Gasbehältern. Das erste Gasometer am Standort Sandreuth wurde als Teleskopgasbehälter von MAN mit einem patentierten Wölbbassin gebaut und 1910 fertiggestellt.
Im Zweiten Weltkrieg wurden die Anlagen zerstört und nach Kriegsende vereinfacht wieder aufgebaut. Das „neue“ Gasometer mit einem Fassungsvermögen von 200.000 m³ wurde 1954 fertiggestellt und war ein 26-eckiger Scheibengasbehälter. Mit einem Durchmesser von 58 m und einer Höhe von 95 m überragte es die gesamte Südstadt und war ein weithin sichtbarer Wegpunkt (siehe Luftbild unter Weblinks).
Die Gasproduktion wurde zum 18. Juli 1975 eingestellt; ab 1973 erfolgte die Umstellung von Stadtgas auf mit Methanthiol odoriertes Erdgas.
1992 wurde der Gasometer abgerissen und seine Rolle als Landmarke hat das 1982 unmittelbar benachbart errichtete KWK-Kraftwerk Heizkraftwerk Sandreuth übernommen. Erhalten geblieben und mit Nummer D-5-64-000-1730 als Baudenkmale geschützt sind das ehemalige Uhrenhaus und das Gasreinigergebäude des Gaswerkes.